# Ivan Eastman
Ivan Leclare Eastman (* 1. April 1884 in Wisterman; † 28. Februar 1949 in Wauseon) war ein US-amerikanischer Sportschütze.

## Erfolge
Ivan Eastman nahm an den Olympischen Spielen 1908 in London teil, bei denen er in zwei Disziplinen antrat. In der Distanz über 1000 Yards mit dem Freien Gewehr belegte er mit 88 Punkten den 13. Platz. Mit dem Armeegewehr war er Teil der US-amerikanischen Mannschaft, die über sechs verschiedene Distanzen vor Großbritannien und Kanada Olympiasieger wurde. Neben Eastman gewannen außerdem William Leushner, William Martin, Charles Winder, Charles Benedict und Kellogg Casey die Goldmedaille. Mit 412 Punkten war er der zweitschwächste Schütze der Mannschaft.
Eastman war Corporal in der 2nd Ohio Infantry.